# Clara Basiana
Clara Basiana Cañellas (Barcellona, 23 gennaio 1991) è una sincronetta spagnola, vincitrice di una medaglia di bronzo ai Giochi olimpici Londra 2012.
Vincitrice di alcune medaglie europee in squadra e in duo nelle competizioni juniores tra il 2007 e il 2009, debutta nella nazionale assoluta nel 2010 e ha gareggiato in tutte le manifestazione internazionali più importanti.

## Palmarès
| Anno | Manifestazione  | Sede       | Evento    | Risultato | Prestazione |
| ---- | --------------- | ---------- | --------- | --------- | ----------- |
| 2010 | Europei         | Budapest   | Squadre   | Argento   | 95,750      |
| 2010 | Europei         | Budapest   | Combinato | Argento   | 97,000      |
| 2011 | Mondiali        | Shanghai   | Tecnico   | Bronzo    | 96,000      |
| 2011 | Mondiali        | Shanghai   | Libero    | Bronzo    | 96,090      |
| 2012 | Europei         | Eindhoven  | Squadre   | Oro       | 96,210      |
| 2012 | Europei         | Eindhoven  | Combinato | Oro       | 95,600      |
| 2012 | Giochi olimpici | Londra     | Squadre   | Bronzo    | 193,120     |
| 2013 | Mondiali        | Barcellona | Combinato | Argento   | 94,620      |
| 2013 | Mondiali        | Barcellona | Libero    | Argento   | 94,230      |
| 2013 | Mondiali        | Barcellona | Tecnico   | Argento   | 94,400      |
| 2014 | Europei         | Berlino    | Libero    | Bronzo    | 92,4667     |
| 2014 | Europei         | Berlino    | Combinato | Argento   | 93,0333     |